# Championnat de Roumanie de football 1984-1985
Navigation
Divizia A 1983-1984 Divizia A 1985-1986
La saison 1984-1985 du Championnat de Roumanie de football était la 67e édition de la première division roumaine. Le championnat rassemble les 18 meilleures équipes du pays au sein d'une poule unique, où chaque club rencontre tous ses adversaires 2 fois, à domicile et à l'extérieur.
C'est le club du Steaua Bucarest qui termine en tête du championnat et remporte le 10e titre de champion de Roumanie de son histoire. Le Steaua réussit le doublé Coupe-championnat en battant Universitatea Craiova en finale de la Coupe de Roumanie. Ce titre national est à l'origine de la campagne européenne de 1986, au bout de laquelle le Steaua Bucarest deviendra le premier club roumain à remporter une Coupe d'Europe, la Coupe des clubs champions.

## Les 18 clubs participants
| - Dinamo Bucarest - FC Bihor Oradea - FC Baia Mare - Steaua Bucarest - ASA Târgu Mureș - Sportul Studențesc Bucarest - Chimia Râmnicu Vâlcea - Universitatea Craiova - FC Gloria Buzău - Promu de Divizia B | - FC Brașov - Promu de Divizia B - FC Argeș Pitești - FC Olt Scornicești - SC Bacău - FC Rapid Bucarest - FC Corvinul Hunedoara - SC Jiul Petroșani - Politehnica Timișoara - Promu de Divizia B - Politehnica Iași |

## Compétition

### Classement
Le classement est établi en utilisant le barème suivant :
- Victoire : 2 points
- Match nul : 1 point
- Défaite, forfait ou abandon : 0 point

| Rang | Équipe                      | Pts | J  | G  | N  | P  | Bp | Bc | Diff |
| ---- | --------------------------- | --- | -- | -- | -- | -- | -- | -- | ---- |
| 1    | Steaua Bucarest (C)         | 54  | 34 | 23 | 8  | 3  | 71 | 24 | +47  |
| 2    | Dinamo Bucarest (T)         | 52  | 34 | 21 | 10 | 3  | 59 | 31 | +28  |
| 3    | Sportul Studențesc Bucarest | 48  | 34 | 20 | 8  | 6  | 71 | 28 | +43  |
| 4    | Universitatea Craiova       | 39  | 34 | 17 | 5  | 12 | 61 | 46 | +15  |
| 5    | FC Gloria Buzău (P)         | 34  | 34 | 13 | 8  | 13 | 51 | 51 | 0    |
| 6    | ASA Târgu Mureș             | 33  | 34 | 13 | 7  | 14 | 32 | 32 | 0    |
| 7    | FC Argeș Pitești            | 32  | 34 | 12 | 8  | 14 | 44 | 35 | +9   |
| 8    | FC Corvinul Hunedoara       | 32  | 34 | 15 | 2  | 17 | 51 | 52 | -1   |
| 9    | Politehnica Timișoara (P)   | 32  | 34 | 12 | 8  | 14 | 35 | 52 | -17  |
| 10   | FC Bihor Oradea             | 31  | 34 | 13 | 5  | 16 | 39 | 43 | -4   |
| 11   | FC Rapid Bucarest           | 30  | 34 | 10 | 10 | 14 | 36 | 43 | -7   |
| 12   | FC Brașov (P)               | 30  | 34 | 13 | 4  | 17 | 33 | 41 | -8   |
| 13   | FC Olt Scornicești          | 30  | 34 | 13 | 4  | 17 | 34 | 52 | -18  |
| 14   | Chimia Râmnicu Vâlcea       | 29  | 34 | 11 | 7  | 16 | 26 | 50 | -24  |
| 15   | SC Bacău                    | 28  | 34 | 11 | 6  | 17 | 36 | 41 | -5   |
| 16   | SC Jiul Petroșani           | 28  | 34 | 11 | 6  | 17 | 36 | 58 | -22  |
| 17   | FC Baia Mare                | 26  | 34 | 11 | 4  | 19 | 30 | 46 | -16  |
| 18   | Politehnica Iași            | 24  | 34 | 8  | 8  | 18 | 36 | 56 | -20  |

|  | Qualifié pour la Coupe des clubs champions 1985-1986 |
|  | Qualifié pour la Coupe des Coupes 1985-1986          |
|  | Qualifié pour la Coupe UEFA 1985-1986                |
|  | Relégation en Divizia B                              |

## Bilan de la saison
| Tableau d'Honneur                   |                 |
| Compétition                         | Vainqueur       |
| Championnat de Roumanie de football | Steaua Bucarest |
| Coupe de Roumanie de football       | Steaua Bucarest |

| Qualifications européennes          |                                             |
| Compétition                         | Qualifié                                    |
| Coupe des clubs champions 1985-1986 | Steaua Bucarest                             |
| Coupe des Coupes 1985-1986          | Universitatea Craiova                       |
| Coupe UEFA 1985-1986                | Dinamo Bucarest Sportul Studențesc Bucarest |

| Promotions et relégations |                                                              |
| Promus en Divizia A       | FC Petrolul Ploiești Universitatea Cluj AS Victoria Bucarest |
| Relégués en Divizia B     | SC Jiul Petroșani FC Baia Mare Politehnica Iași              |